# Ernst von Oven

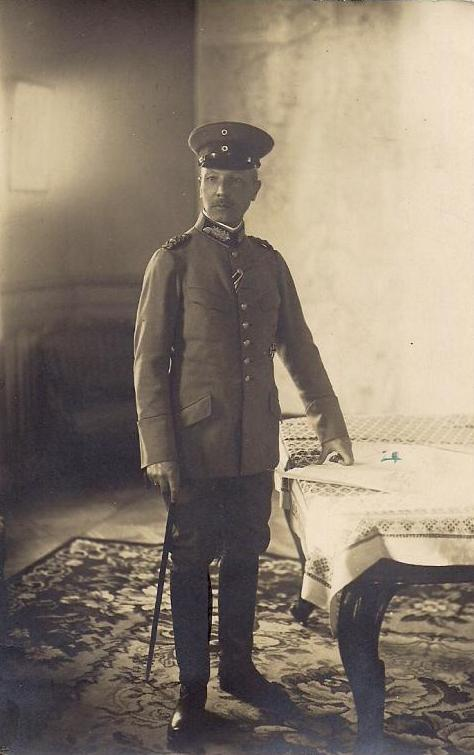
Ernst von Oven

Ernst Friedrich Otto von Oven (* 3. Februar 1859 in Haus Velmede, Kreis Hamm; † 21. Mai 1945 in Goslar) war ein preußischer General der Infanterie.

## Leben

### Herkunft
Ernst von Oven war ein Sohn des Landrats Julius von Oven (1829–1889) und dessen Ehefrau Sophie, geborene von Bodelschwingh (1833–1867). Er hatte noch vier Geschwister, darunter der spätere General der Infanterie Burghard von Oven (1861–1935).

### Militärkarriere
Oven trat am 1. Oktober 1878 als Avantageur in das Oldenburgische Infanterie-Regiment Nr. 91 der Preußischen Armee ein und avancierte bis Mitte Februar 1880 zum Sekondeleutnant. Von Ende Oktober 1885 bis Ende September 1887 war er Adjutant des Füsilier-Bataillons und absolvierte anschließend zur weiteren Ausbildung für drei Jahre die Kriegsakademie in Berlin. Zwischenzeitlich zum Premierleutnant befördert, wurde Oven ab dem 1. April 1891 zur Dienstleistung beim Großen Generalstab kommandiert. Unter Beförderung zum Hauptmann wurde er Ende März 1893 zunächst dem Generalstab der Armee aggregiert und drei Monate später hierher versetzt. Am 18. August 1894 erfolgte seine Kommandierung zum Generalstab des VIII. Armee-Korps, bevor er mit der Ernennung zum Kompaniechef im Infanterie-Regiment „von Courbière“ (2. Posensches) Nr. 19 am 14. Dezember 1895 in den Truppendienst zurücktrat. Unter Überweisung zum Generalstab des Gouvernements Köln wurde Oven am 1. April 1898 wieder in den Generalstab der Armee versetzt und rückte Ende März 1899 zum überzähligen Major auf. Als solcher war er im Generalstab der 16. Division und beim Generalkommando des III. Armee-Korps tätig. Vom 18. Oktober 1902 bis zum 14. September 1905 war Oven Kommandeur des II. Bataillons im 8. Thüringischen Infanterie-Regiment Nr. 153 in Altenburg und sein Regimentschef Ernst I. verlieh ihm das Komturkreuz II. Klasse des Herzoglich Sachsen-Ernestinischen Hausordens. Anschließend wurde er als Oberstleutnant und etatmäßiger Stabsoffizier in das Infanterie-Regiments „Prinz Louis Ferdinand von Preußen“ (2. Magdeburgisches) Nr. 27 versetzt. Mit der Beförderung zum Oberst wurde er am 7. August 1908 Kommandeur des Füsilier-Regiments „General-Feldmarschall Graf Moltke“ (Schlesisches) Nr. 38 in Glatz. In dieser Eigenschaft erhielt er den Kronen-Orden II. Klasse sowie die Erlaubnis zur Annahme des Ordens der Eisernen Krone II. Klasse. Am 22. April 1912 wurde er Generalmajor und Kommandeur der 38. Infanterie-Brigade in Hannover. Anlässlich des Ordensfestes erhielt er im Januar 1914 den Roten Adlerorden II. Klasse mit Eichenlaub.
Zu Beginn des Ersten Weltkriegs wurde Oven am 2. August 1914 Kommandeur der 21. Infanterie-Division. Im Verband mit der 4. Armee marschierte er über das neutrale Luxemburg in Frankreich ein. Bei Longlier führte er seine Truppe erstmals ins Gefecht und kämpfte anschließend siegreich in der Schlacht bei Neufchâteau. In der folgenden Schlacht an der Maas konnte er die 25. Infanterie-Division durch eigenständigen Entschluss vor einer feindlichen Umfassung bewahren. Am 27. Januar 1915 wurde er zum Generalleutnant befördert.
Anfang 1916 stand seine Division vor Verdun, mit der er dann in die dort beginnende Schlacht ab 21. Februar 1916 eintrat. Im September wurde die Division aus der Front gezogen und an die Somme verlegt. Dort konnte sie mehrere Durchbruchsversuche feindlicher Kräfte vereiteln.
Am 2. Januar 1917 wurde Oven als Nachfolger von Oskar von Hutier mit der Führung des XXI. Armee-Korps beauftragt, dass zu diesem Zeitpunkt an der Ostfront zum Einsatz kam. Nach Kämpfen am Naratschsee wurde das Korps im November 1917 an die Westfront verlegt und im Bereich der Armeeabteilung A, dann im Bereich der Armeeabteilung B in den Vogesen eingesetzt. Im Frühjahr 1918 übernahm Oven den Kampfabschnitt Maas-West vor Verdun und konnte sich dort in den schweren Abwehrkämpfen zwischen Argonnen und Maas behaupten. Während der Kämpfe wurde Oven verwundet, behielt aber die Führung des Korps bei. Für die Leistungen seines Verbandes wurde Oven am 25. Oktober 1918 mit dem Orden Pour le Mérite ausgezeichnet. Nach dem Waffenstillstand führte er seine Truppen in die Heimat zurück.
Im April 1919 wurde Oven dann mit der Leitung der militärischen Operationen zur Niederschlagung der Münchner Räterepublik betraut. Dabei ordnete er ein äußerst rücksichtsloses Vorgehen gegen Kämpfer und Zivilisten an:

„Und der Befehlshaber der Reichswehr Ernst von Oven wies seine Soldaten an, keine Rücksicht zu nehmen: Kein Spartakist dürfe entkommen, jeder Bürger, der seine Waffen nicht abgegeben habe, sei als Feind zu behandeln, hieß es in seinem Korpsbefehl. Verhandelt werde nicht.“

 Insgesamt starben über 360 Menschen durch das Vorgehen der Truppen, darunter viele kaum beteiligte Zivilisten. Auch der Schriftsteller und Führer Gustav Landauer wurde ohne irgendwelche formalen Untersuchungen erschossen.
Anschließend wurde Oven mit der Führung des II. Armee-Korps in Stettin beauftragt, mit dem er dann am Grenzschutz Ost gegen Polen teilnahm. Mit der Auflösung der „Alten Armee“ und Bildung des 200.000-Mann-Übergangsheers wurde Oven zum 30. September 1919 in Genehmigung seines Abschiedsgesuches unter Verleihung des Charakters als General der Infanterie mit der gesetzlichen Pension zur Disposition gestellt.

### Familie
Oven hatte sich am 24. September 1887 in Glücksburg mit Klara Peters († 1894) verheiratet. Nach ihrem Tod heiratete er am 26. Juli 1896 in Görlitz Hedwig von Steuben (* 1868). Aus den Ehen gingen vier Töchter und ein Sohn hervor.